# Coenagrion scitulum
Coenagrion scitulum (Rambur, 1842) je vrsta iz familije Coenagrionidae. Srpski naziv ove vrste je Mala plava devica.

## Opis vrste
Trbuh oba pola je plave boje. Šesti i sedmi segment trbuha mužjaka su potpuno crni, a na ostalim se nalaze crne šare koje mogu biti varijabilnog oblika, dok su osmi i deveti segment potpuno plavi. Na drugom segmentu trbuha mužjaka je karakteristična šara čiji oblik podseća na glavu mačke. Šare ženki su klinaste na svim segmentima. Krila su providna sa izduženom i svetlom pterostigmom. Ova vrsta ima dosta isprekidan areal na Balkanu i u centralnoj Evropi.

## Stanište
Osunčane stajaće, ponekad i sporotekuće vode, bogate vodenom vegetacijom, i to najčešće vrstama iz rodova Myriophyllum i Ceratophyllum.    

## Životni ciklus
Posle parenja mužjak i ženka u tandemu polažu jaja, često u grupi sa više parova. Ženka ih polaže ubušivanjem u potopljenu ili plivajuću vegetaciju blizu obale. Po završetku larvenog razvića izležu se odrasle jedinke i ostavljaju egzuviju na zeljastoj obalnoj vegetaciji.

## Sezona letenja
Sezona letenja traje od aprila do septembra.